# Дубравка Томшич
Дубравка Томшич (словен. Dubravka Tomšič Srebotnjak; нар. 6 лютого 1940, Дубровник, СФР Югославія) — словенська піаністка.

## Життєпис
Дубравка Томшич народилась 1940 року. Вона навчалася у Вищій школі музики в Любляні, потім у Словенській академії музики у Зари Зарникової. За порадою Клаудіо Аррау в 12-річному віці переїхала до США. У 1957 році закінчила Джульярдську школу. Згодом займалася в Артура Рубінштейна, який передбачив їй велике майбутнє.
З 1967 року викладала в Словенській академії музики в Любляні, з 1975 року — повний професор. З успіхом гастролювала по Європі, США, Мексиці, Азії, Африці, Австралії; починаючи з 1962 року не раз виступала в радянському Союзі. Багаторазовий член журі найбільших піаністських конкурсів світу.
Чоловік — словенський композитор Алоїз Среботняк (1931—2010), син — Мартін Среботняк, кінорежисер.

## Репертуар
Основа репертуару піаністки — європейські композитори-романтики (Л. ван Бетховен, Ф. Ліст, Ф. Шопен, Р. Шуман, Е. Гріг, Й. Брамс, С. Франк, С. В. Рахманінов).

## Визнання
Третя премія на Конкурсі піаністів імені Бузоні (Больцано, 1961), премія Франце Прешерена (1975), Золота медаль Люблянського університету за педагогічну майстерність і художні досягнення (1989) та ін.
Через її надзвичайний талант Артур Рубінштейн особисто передав Посольству Югославії в США для неї стипендію на перший рік навчання в Сполучених Штатах і на другий — від Фонду надзвичайних ситуацій для музикантів
У 2005 році її обрали почесним громадянином міста Любляни, а в 2018 році президент Борут Пахор нагородив її Золотим орденом «За заслуги» Республіки Словенія.